# Прва влада Јанка Вукотића
Прва влада Јанка Вукотића била је на власти од 25. априла 1913. до 12. априла 1914. године.

## Историја
Због неслагања са напуштањем Скадра у априлу 1913. године, влада Митра Мартиновића је демисионирала, а нови кабинет саставио је бригадир Јанко Вукотић. Он се на челу владе налазио у два наврата (25. IV 1913 - 12. IV 1914) и (12. IV 1914 - 27. VIII 1915).

## Чланови владе
| Функција                              | Слика | Име и презиме    | Детаљи |
| ------------------------------------- | ----- | ---------------- | ------ |
| Предсједник Министарског Савјета      |       | Јанко Вукотић    |        |
| Министар Војни                        |       | Јанко Вукотић    |        |
| Министар Унутрашњих Дјела             |       | Лабуд Гојнић     |        |
| Министар Финансија и Грађевина        |       | Ристо Поповић    |        |
| Министар Просвјете и Црквених Послова |       | Мирко Мијушковић |        |
| Министар Правде                       |       | Љубо Бакић       |        |
| Министар Иностраних Дјела             |       | Петар Пламенац   |        |